# Licania turbinata
Licania turbinata är en tvåhjärtbladig växtart som beskrevs av George Bentham. Licania turbinata ingår i släktet Licania och familjen Chrysobalanaceae. Inga underarter finns listade i Catalogue of Life.